# Тханиссаро Бхикку
Тханиссаро Бхиккху (также известный как Аджан Джефф; родился 28 декабря 1949 года) — американский буддийский монах . Принадлежит к тайской лесной традиции, в течение 22 лет он учился у лесного мастера Аджана Фуанга Джотико (ученика Аджана Ли). С 1993 года он является настоятелем в монастыре Метта Форест в округе Сан-Диего, штат Калифорния,  первом монастыре Тайской лесной традиции в США, который он основал вместе с Аджаном Суватом Сувако.
Тханиссаро Бхиккху наиболее известен своими переводами «Дхаммапады» и «Сутта-питаки» — всего около тысячи палийских сутт. Большинство переводов сутт предоставлены бесплатно для справочного веб-сайта «Доступ к прозрению».
Он также является автором нескольких собственных работ, посвящённых Дхамме и составителем учебных пособий для переводов на пали .

## Биография

### Ранние годы
Тханиссаро Бхиккху родился в 1949 году. При рождении он получил имя Джеффри ДеГрафф. Старшеклассником, возвращаясь на самолёте с Филиппин, он познакомился с учением Будды о Четырёх благородных истинах. «Он рос очень серьёзным независимым ребёнком», проводя своё детство на картофельной ферме в Лонг-Айленде (штат Нью-Йорк), а затем жил в пригороде Вашингтона (федеральный округ Колумбия).

### Учёба в Оберлинском колледже
В Оберлинском колледже в начале 1970-х годов он «воздерживался от политической активности в кампусе, потому что чувствовал себя некомфортно в толпе. Для него главной темой дня был не Вьетнам, а попытка самоубийства друга».
Тханиссаро стал изучать религиоведение, когда узнал, что в курс входит медитация.
Тханиссаро пишет:
«Я видел в ней (в медитации) навык, которым я могу овладеть, в то время как в христианстве была только молитва на авось».

### Первая поездка в Таиланд
После окончания Оберлинского колледжа в 1971 году по специальности «Европейская интеллектуальная история» он отправился в университет в Таиланд. После двухлетних поисков Тханиссаро нашёл учителя лесной традиции — Аджана Фуанга Джотико, монаха из Камматтханы, который в свою очередь был учеником Аджана Ли Дхаммадаро.  

### Возвращение в Таиланд
Тханиссаро утверждает, что когда снова вернувшись в Таиланд он планировал стать монахом ориентировочно на пять лет. Когда он сказал, что хочет быть рукоположенным, Аджан Фуанг пообещал ему, что он либо «преуспеет в медитации, либо умрёт в Таиланде».
Тханиссаро пишет: «Когда я говорил с Аджаном Фуангом о возвращении на Запад, о переносе традиции в Америку, учитель выразил надежду, что это станет работой всей моей жизни. Как и многие учителя, он предчувствовал, что лесные традиции вымрут в Таиланде, но затем укоренятся на Западе».

### Размещение в Ват Метта
После смерти Аджана Фуанга Тханиссаро Бхикку в 1991 году по просьбе Аджана Сувата Сувако отправился в округ Сан-Диего, где он помог основать Лесной монастырь Метта.
В 1993 году он стал настоятелем монастыря.
В 1995 году Аджан Джефф стал первым не-тайским бхиккху американского происхождения, получившим титул, власть и ответственность Наставника (Упаджайя) ордена Дхаммают. Он также служит казначеем этого ордена в Соединённых Штатах.

## Учения

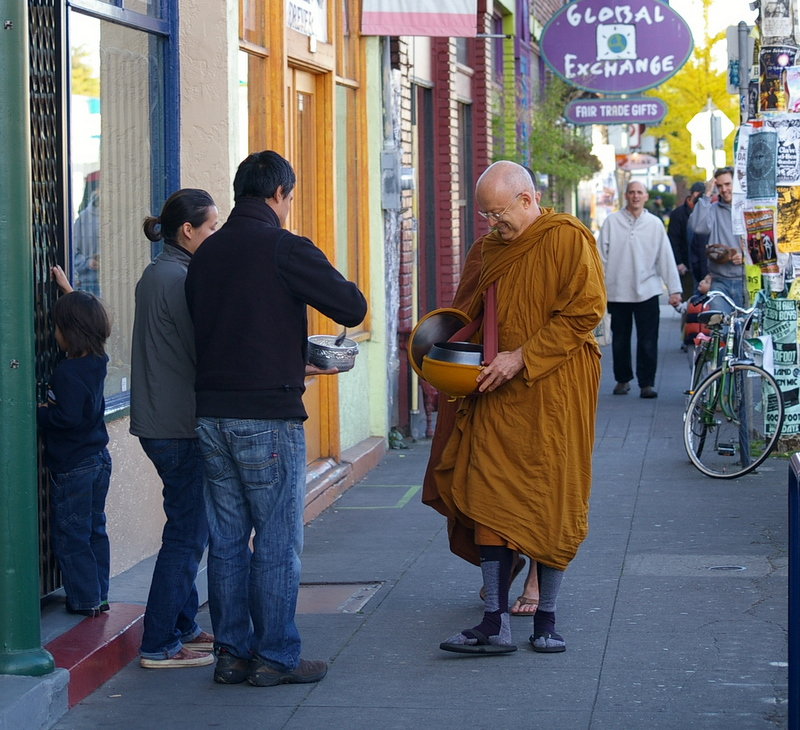
Аджан Джефф идет на пиндапад

### Классический буддийский модернизм

#### Взгляды на комментаторскую медитативную практику
Тханиссаро отвергает практику касины, изложенную в « Висуддхимагге» и предостерегает против форм «глубокой дхьяны», практикуемых современными учителями медитации, которые опираются на комментарии. Тханиссаро называет эти медитации «неправильной концентрацией» и говорит, что они не имеют под собой оснований в Палийском каноне, который, по его мнению, должен быть высшим авторитетным источником.

### Лес как учитель и буддийская контркультура
Тханиссаро говорит о важности леса для развития качеств ума, необходимых для успеха в буддийской практике  Барбара Ретер пишет: 
Подобно Торо, Тханиссаро Бихкху основал своего рода Уолден, став аббатом монастыря Метта Форест недалеко от Сан-Диего, первого монастыря тайской лесной традиции в этой стране. Подобно тому, как утопическое движение в Америке было вызвано приходом промышленной революции, лесная традиция буддизма Тхеравада развивалась в Таиланде примерно на рубеже веков Аджаном Мун Бхуридатто в ответ на растущую урбанизацию расположенных там буддийских монашеских общин. Лесные монахи отказались от тяжёлых социальных требований города и посвятили себя медитации.

## Публикации
Публикации Аханиссаро Бхиккху включают:
- Переводы руководств Аджана Ли по медитации с тайского языка.
- With Each & Every Breath - A Guide to Meditation (англ.). — 2012.
- Handful of Leaves (англ.). — 2002. — пятитомная антология переводов сутт
- The Buddhist Monastic Code (англ.). Архивировано 4 апреля 2018 года. — двухтомный справочник по теме монашеской дисциплины
- The Wings to Awakening: An Anthology from the Pali Canon (англ.). — Fourth Edition edition. — Dhamma Dana Publications, 2004. — 352 p. — изучение факторов, которым учил Гаутама Будда, которые необходимы для пробуждения.
- The Mind Like Fire Unbound (англ.). — 3rd Revised edition. — Dhamma Dana, 1999. — 126 p. — анализ Упаданы (цепляния) и Ниббаны (Нирваны) с точки зрения современной философии огня
- The Paradox of Becoming (англ.). — 2008. — 186 p. — обширный анализ на тему становления как причинного фактора дуккха (страдания)
- The Shape of Suffering, a Study of Dependent Co-arising (англ.). — Metta Forest, 2008. — 166 p. —  изучение patittasamuppāda (взаимозависимого возникновения) и его связь с факторами Благородного Восьмеричного Пути
- Skill in Questions (англ.). — Metta Forest Monastery, 2010. — 533 p. — ISBN 978-8806540616. — изучение того, как четырехсторонняя стратегия Будды в ответах на вопросы обеспечивает основу для понимания стратегической цели его учений.
- Noble Strategy, The Karma of Questions, Purity of Heart, Head & Heart Together, and Beyond All Directions (англ.). — сборники очерков о буддийской практике
- Медитации (1-5), сборники транскрибированных бесед дхаммы
- Dhammapada: A Translation (англ.). — Dhamma Dana Publications, 1998.
- В соавторстве учебник для колледжа Robinson, Richard H. Buddhist religions: a historical introduction (англ.). — 5th ed. — Belmont, CA: Wadsworth/Thomson, 2005. — xxiii, 357 p. — ISBN 978-0-534-55858-1.

Помимо буддийских религий, все книги и статьи, упомянутые выше, доступны для бесплатного распространения; многие в сети . Аудио записи разговоров о Дхамме также предоставляются бесплатно.

#### Книги на русском языке
- С каждым вдохом и выдохом. — Буддийское Просветительское Содружество, 2019.

## Некоторые учебные заведения
- Metta Forest Monastery
- Portland Friends of Dhamma
- Barre Center for Buddhist Studies
- The Cambridge Insight Meditation Center
- Insight Meditation Center

## Внешние ссылки
- Dhamma Talks and Writings of Ṭhānissaro Bhikku
- Wat Mettavanaram Forest Monastery
- Suttas read aloud
- Audio archive from the Do It Yourself Dharma website Архивная копия от 3 января 2009 на Wayback Machine
- Talks at AudioDharma
- Lecture 2019 "Right View Comes First" (a lecture representative of what he teaches)